# 菅緑
菅緑（すが みどり、1986年12月4日 - ）は、熊本県出身の元レポーター。第2日本テレビ第7期専属アナウンサー。熊本県立済々黌高等学校、東京海洋大学海洋科学部卒業。 身長164cm。血液型はO型。

## 略歴
- 大学進学後の2007年4月、tvkの情報番組「みんなが出るテレビ」（以下・みんテレ）の女子大生レポーター、2008年4月に第2日本テレビの第7期専属アナウンサーとして日本テレビの早朝番組「Oha!4 NEWS LIVE」にレギュラー出演。
- 2008年12月、横浜ウォーカー（角川クロスメディア）読者が選ぶみんテレ女子大生レポーター人気投票で第1位になる。同時期にみんテレが終了したことに伴い、番組のレポーターも卒業。
- 2009年3月24日放送のOha!4 NEWS LIVEをもってOha!4 JDを卒業。
- 2010年3月25日、東京海洋大学を卒業。大学卒業後はネット系の企業に勤務していると同年5月に開設したブログ[1]で述べている。

## 人物
- 特技は空手。高校時代にインターハイに出場した経験がある[2]
- ジェットコースターなどの所謂絶叫マシンが大の苦手[2]。

## 過去の出演番組

### テレビ
- みんなが出るテレビ（テレビ神奈川、2007年4月10日 - 2008年12月23日）
- デジタルの根性（日本テレビ、2008年4月29日 - 2008年8月6日）※第2日本テレビ第7期専属アナウンサーとして
- Oha!4 NEWS LIVE（日本テレビ、火曜日担当、2008年4月15日 - 2009年3月24日）
- もっと!もっと!Oha!4 JD隊(日テレプラス、2008年6月 - 2009年3月)

## その他の出演
- STUD『Brand new wind』PV出演（みんテレの1コーナーである『Yokohama Music Power』で製作。この作品の中で特技の空手を披露している[3]）

### みんなが出るテレビ・Oha!4 JD共通
- 大平真理子（テレビ新潟放送網アナウンサー。月曜日担当（Oha!4加入当初は水曜日）。第27代ミス十日町雪まつり。大学も違い、1学年下。みんテレでは2007年8月から最終回まで共演したが、Oha! 4では出演している曜日が違うため、共演していない）
- 坪井安奈 （木曜日担当。横浜ベイスターズ・チアリーダー「diana」2008年度メンバー。大学も違い2学年下。みんテレでは2007年8月から2008年3月まで共演したが、Oha!4は菅の卒業後に加入したため、共演はしていない）

### みんなが出るテレビ
- 木村佳那子 （ちばテレビアナウンサー、元テレビ熊本アナウンサー。元タレント。大学も違い、みんテレでは先輩。2008年3月までみんテレで共演。2008年9月から2010年3月までは静岡放送の契約社員）
- 八田牧子 （タレント。大学も違い、みんテレでは先輩。2008年3月までみんテレで共演。現在はJリーグ・FC東京の徳永悠平夫人）
- 篠原さや （元モデル、タレント。大学は違い、みんテレでも先輩。2008年3月までみんテレで共演。現在は大学、みんテレ卒業と同時に芸能界を引退）
- 荒木麻里子（フリーアナウンサー、元静岡放送アナウンサー、元タレント。大学も違い、みんテレでは先輩。2007年9月までみんテレで共演）
- 東紗友美 (元タレント。大学も違い1学年上だが、みんテレでは同期。2008年3月までみんテレで共演。プライベートでも大の仲良しで、東のブログに登場することもある。現在は大学を卒業し、広告代理店エヌケービーの社員)
- 井手麻実（青森テレビアナウンサー。元四国放送アナウンサー。大学も違い1学年上。2008年9月までみんテレで共演[4])
- 楪望（テレビ大阪アナウンサー。元広島ホームテレビアナウンサーで元TOKYO MX『U・LA・LA@7』学生アナウンサー。元ウェザーニュース「おは天」中国・四国エリアキャスター。大学は違うが、同学年。2008年8月までみんテレで共演）[5]
- 副島優子（福井テレビアナウンサーからNHK千葉放送局キャスター。平成20年度横浜観光親善大使。大学も違い（楪望と同じ）、同学年だが、みんテレでは後輩。2008年1月から最終回まで共演）
- 田原彩香（大学が違い、1学年下でみんテレでは後輩。2008年4月から最終回まで共演）
- 林藍菜（富山テレビアナウンサー。元ラジオ福島アナウンサー。大学も違い、1学年上だが、みんテレでは後輩。2008年4月から最終回まで共演）

### Oha!4 JD
- 繭山明日夏
- 渡部真希子
- 水野裕美
- 伊良部明美
- 佐々木瞳
- 網野真弓